# Cashmere (Stany Zjednoczone)
Cashmere – miasto w Stanach Zjednoczonych, w stanie Waszyngton, w hrabstwie Chelan.